# 中西區 (西澳)
中西區（英語：Mid West），是西澳大利亚州九個行政區之一，由西澳大利亚州西海岸伸延到內陸約450 km（280 mi）的吉布森沙漠，縱向幅員至傑拉爾頓南北各200 km（120 mi）處，總面積為472,336平方（182,370平方英里），常住人口52,000，超過一半定居於傑拉爾頓。

## 外部連結
- Mid West Development Commission （页面存档备份，存于）
- Yamatji Marlpa Barna Baba Maaja Aboriginal Corporation 的存檔，存档日期27 April 2016., the Native Title Representative Body incorporating the Yamatji Land and Sea Council